# リュウキュウバショウ
リュウキュウバショウ（琉球芭蕉、学名: Musa balbisiana）は、南アジア東部、東南アジア北部、および中国南部原産のバショウ科バショウ属の植物。マレーヤマバショウ（Musa acuminata）と共に、現代の栽培品種のバナナの祖先種である。

## 特徴
イタリアの植物学者ルイジ・アロイシャス・コッラによって1920年に初めて科学的に記載された。青々とした葉が塊になって育ち、ほとんどの栽培されているバナナよりも直立性である。花は赤色からえび茶色、果実は青色と緑色の間である。

## 分類
- リュウキュウバショウ（広義）Musa balbisiana Colla
  - リュウキュウバショウ（標準）Musa balbisiana Colla var. liukiuensis (Matsum.) Häkkinen

種小名 balbisiana はイタリアの植物学者ジョヴァンニ・バッティスタ・バルビスへの献名である。

## 利用
種子を抜き取った果実はフィリピンでは「butuhan（タネあり、の意）」、タイでは「クルアイ・ターニー (泰: กล้วยตานี klûai taanii)」と呼ばれる。タイでは葉を包装や工芸のために使う。